# Бессимптомный носитель

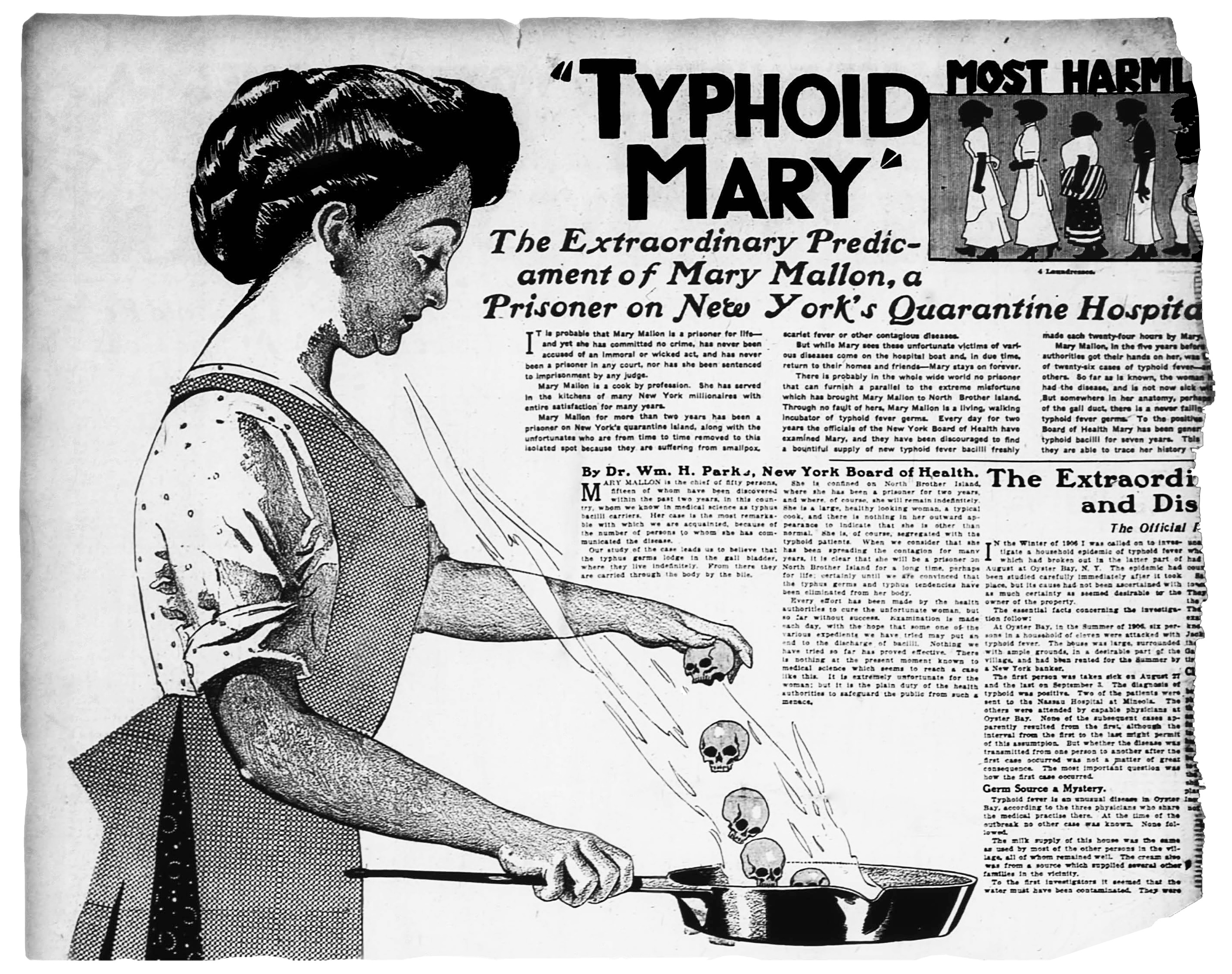
Тифозная Мэри в газетной иллюстрации 1909 года

Бессимптомный носитель (носитель инфекции) — организм, заражённый инфекционным заболеванием, но длительное время не проявляющий симптомов этого заболевания. Не будучи больным, такой носитель может передавать инфекцию другим.
При холере соотношение «носители/больные» может достигать 4:1 при варианте Vibrio cholerae O1 и 10:1 при НАГ-вибрионах.
Туберкулез, ответственный за каждую четвертую смерть в Европе в XIX веке, в настоящее время развивается в клиническую («открытую») форму у 10 % зараженных.
Третичный сифилис развивается примерно у 30 % нелеченых больных сифилисом после 1-й, 2-й и бессимптомной хронической стадии. У остальных бессимптомная хроническая стадия продолжается до конца жизни.
ВИЧ имеет длительный инкубационный период, во время которого носитель является асимптоматическим. Кроме того, небольшой процент зараженных так и не проявляет никаких признаков болезни в течение всего периода наблюдения (на данный момент — 15-20 лет), что привело появлению термина «Нонпрогрессор».
Многие люди являются носителями вируса Эпштейна и цитомегаловируса, которые редко прогрессируют в стадию заболевания.
Известным бессимптомным носителем брюшного тифа была Тифозная Мэри. Она работала поварихой в нескольких семьях в Нью-Йорке в начале двадцатого столетия и была причиной заражения более 50 человек.
Многие животные могут быть бессимптомными носителями зоонозных и зооантропонозных инфекций.
Выявление бессимптомных носителей среди работников определённых профессий играет немаловажную роль в предупреждении возникновения эпидемических вспышек. К примеру, возбудителей воздушно-капельных инфекций в организованных коллективах, возбудителей кишечных инфекций среди работников общественного питания и водоснабжения и т. д.